# Helenio Acrón
Helenio Acrón  fue un gramático romano de los siglos II y III conocido por sus escolios. 

## Biografía
Probablemente vivió en la época de Marco Aurelio, pero seguramente antes de Pomponio Porfirión, comentador de Horacio. Helenio escribió comentarios sobre los poemas de Horacio y sobre obras teatrales de Publio Terencio Africano (Adelphoe y Eunuchus), y seguramente también sobre Aulo Persio Flaco. Lo citan Francisco Cascales (Cartas filológicas, III, 210 y Tablas poéticas, 107) y Rodrigo Caro (Días geniales, I, 166).
Las obras de Acro se conocen indirectamente a través de Carisio. Además, se consideraban obras de Acro diversos escolios sobre Horacio que hoy se atribuyen a un Pseudo-Acro, pues estos manuscritos como mucho se remontan al siglo XV; de todos modos parte de esos escolios pueden ser del verdadero Acro.